# Штюцле, Тим
Тим Штю́цле (нем. Tim Stützle; род. 15 января 2002, Фирзен, Северный Рейн-Вестфалия) — немецкий хоккеист, нападающий клуба «Оттава Сенаторз». На драфте НХЛ 2020 года был выбран в первом раунде под общим 3-м номером командой «Оттава Сенаторз».

## Карьера

### Клубная
Штюцле играл в молодежном хоккее за «ЕВ Крефельдер 1981». Он был лучшим бомбардиром своей команды в сезоне 2015/16 годов. В сезоне 2017/18 Штюцле перешел в «Юнг Адлер Мангейм», забив 18 голов и отдав 29 передач.
В сезоне 2019/20 форвард в составе немецкого клуба «Адлер Мангейм» провёл 41 встречу, в которых набрал 34 (7+27) очка при коэффициенте полезности «+4».
В октябре 2020 года был задрафтован клубом НХЛ «Оттава Сенаторз» под общим 3-м номером. 27 декабря 2020 года подписал трёхлетний контракт новичка с «Сенаторз». 10 января 2021 года провел первую тренировку в лагере «Оттавы». 15 января дебютировал в НХЛ в матче против «Торонто Мейпл Лифс», в котором провёл 11 минут 50 секунд и отметился одним нанесённым броском. На следующий день также в матче против «Торонто» забросил свою первую шайбу в НХЛ. По итогам февраля был признан лучшим новичком месяца.
7 сентября 2022 года подписал с «Оттавой» новый 8-летний контракт на общую сумму $ 66,8 млн.
В сезоне 2022/23 набрал 90 очков (39+51) в 78 матчах. 7 января отметился хет-триком в ворота «Сиэтла» (8:4). В сезоне 2023/24 набрал 70 очков (18+52) в 70 матчах.
29 октября 2024 года набрал 4 очка (2+2) в игре против «Сент-Луиса» (8:1). Штюцле 7-й раз в карьере набрал за матч НХЛ 4 очка.

### Международная
Выступает за молодёжную сборную Германии. На молодёжном чемпионате мира 2021 года был капитаном сборной, занял 4-е место в гонке бомбардиров турнира с 10 (5+5) очками в 5 матчах, включён в символическую сборную звёзд турнира, а также был признан лучшим нападающим. Немецкая команда впервые в своей истории вышла плей-офф молодёжного чемпионата мира.

## Стиль игры
Одной из сильных сторон игрока является хорошее катание. Штюцле способен за счёт эффективной работы ног набирать высокую скорость и быстро менять направление. Также хоккеист обладает высокой техникой владения клюшкой и контроля шайбы. Тренеры и партнеры по команде отмечают у игрока высокий уровень видения площадки и хоккейного мышления. К слабым сторонам игрока можно отнести его не самые развитые габариты, что не позволяет ему навязывать сопернику силовую борьбу.

## Статистика
| Легенда | Легенда                    | Легенда | Легенда                   | Легенда | Легенда    |
| ------- | -------------------------- | ------- | ------------------------- | ------- | ---------- |
| И       | Количество проведённых игр | Штр     | Штрафное время            | +/−     | Плюс-минус |
| Г       | Голы                       | П       | Голевые передачи          | О       | Очки       |
| -       | Статистика неизвестна      | —       | Статистика не учитывалась |         |            |